# Formación socioeconómica
```
social o sistema social significan la estructura históricamente determinada y la forma de organización social de las sociedades. Es un concepto 
 marxista
 (sinónimo de «sociedad») que hace referencia a la articulación histórica concreta entre el modo de producción capitalista, el mantenimiento de los modos de producción precapitalistas y el contexto institucional de la economía. Esta teoría del modo de producción capitalista se puede encontrar en el libro 
El capital
 de 
Karl Marx
.
```

Marx utilizó el término en el análisis del desarrollo económico y político de la sociedad. Karl Marx no postulaba que la cuestión de las formaciones socioeconómicas finalmente se pudiera resolver y distinguía distintas formaciones en distintos trabajos. Aunque Marx no formuló una teoría completa de las formaciones socioeconómicas, la generalización de sus afirmaciones se convirtió en la base para que los historiadores soviéticos concluyeran que distinguía cinco formaciones de acuerdo con las relaciones industriales y las formas de propiedad imperantes: Prehistoria, Esclavitud, Feudalismo, Capitalismo y Comunismo.
Marx adoptó un paradigma para entender las relaciones de poder entre capitalistas y trabajadores asalariados: "en los sistemas precapitalistas era obvio que la mayoría de la gente no controlaba su propio destino, por ejemplo, bajo el feudalismo, los siervos debían trabajar para a sus señores. El capitalismo parece diferente porque, en teoría, la gente es libre de trabajar para ellos mismos o para los demás como ellos elijan, sin embargo, la mayoría de los trabajadores tienen tan poco control sobre sus vidas como los siervos feudales".
Una formación económico-social (también formación social histórica) es un tipo histórico de sociedad basado en determinado modo de producción y aparecido como un eslabón en el desarrollo progresivo de la humanidad, que pasa del régimen de comunidad primitiva, a través del régimen esclavista del feudalismo y del capitalismo a la formación comunista. También se define como la combinación peculiar de modos de producción y relaciones sociales en un ámbito espacio-temporal más o menos amplio (por ejemplo: el Antiguo Régimen europeo, o el Egipto de los faraones). El término es propio del vocabulario del materialismo histórico.
La formación económico-social está condicionada por el desarrollo de las fuerzas productivas y mantiene una tensión bidireccional con la superestructura político-ideológico-cultural que precisa para su funcionamiento (es decir, la condiciona, no la determina, y es influido por ella). Se justifica y legitima por su correspondiente ideología dominante (a veces impuesta, pero siempre asumida como referente del consenso social) que actúa de lubricante de las relaciones sociales.

## Comparación con términos similares
El término debe distinguirse de los términos forma de Estado y sistema político. A diferencia de éstos, que sólo abarcan aspectos parciales de una sociedad, el concepto de forma de sociedad es más amplio e incluye también las prácticas no gubernamentales sociales y culturales, en particular también la económica. aspectos.

## Uso en los textos de Karl Marx
El concepto formación social (alemán: Gesellschaftsformation) es un concepto marxista (sinónimo de 'sociedad') que se refiere a la articulación histórica concreta entre el modo de producción capitalista, que mantiene los modos de producción precapitalistas, y el contexto institucional de la economía. Esta teoría del modo de producción capitalista se puede encontrar en El capital de Karl Marx.
Marx utilizó el término en su análisis del desarrollo económico y político de la sociedad. La siguiente lo sustenta:

La historia de toda la sociedad hasta ahora es la historia de la lucha de clases. Libres y esclavos, patricios y plebeyos, barones y siervos, gremios burgueses y jornaleros, en fin, opresores y oprimidos estaban en constante oposición, libró una lucha continua, a veces oculta, a veces abierta, una lucha que terminó cada vez con una transformación revolucionaria de toda la sociedad o con la caída común de las clases en lucha.

Karl Marx no postuló que el tema de las formaciones socioeconómicas finalmente se resolvió y distinguió diferentes formaciones en diferentes obras.
Aunque Marx no formuló una teoría completa de las formaciones socioeconómicas, una generalización de sus afirmaciones se convirtió en la base para que los historiadores soviéticos de orientación marxista de mediados del siglo XX, conscientes de la imposibilidad de aplicar a la realidad histórica el funcionamiento ideal y puro de los principales modos de producción definidos conceptualmente como esclavismo, feudalismo, capitalismo, comunismo. También se intenta contrarrestar el determinismo económico presente en la mayor parte de las corrientes marxistas donde la superestructura se encuentra subordinada a la "base económica". Ellos llegan a la conclusión de que se distinguen cinco formaciones de acuerdo con las relaciones laborales y las formas de propiedad predominantes:
- Prehistoria
- Esclavitud
- Feudalismo
- Capitalismo
- Comunismo

Marx adoptó un paradigma para comprender las relaciones de poder entre capitalistas y trabajadores asalariados: "en los sistemas precapitalistas era obvio que la mayoría de la gente no controlaba su propio destino; bajo el feudalismo, por ejemplo, los siervos tenían que trabajar para sus señores". El capitalismo parece diferente porque, en teoría, las personas son libres de trabajar para sí mismas o para otros según lo deseen. Sin embargo, la mayoría de los trabajadores tienen tan poco control sobre sus vidas como los siervos feudales".

### La lucha de clases como motor del desarrollo social
Según Marx, toda forma histórica de sociedad -excepto la sociedad primitiva sin clases, ocasionalmente denominada por Friedrich Engels como "comunismo primitivo" o "comunismo de la pobreza" referido - caracterizado por la lucha de clases:

La historia de toda la sociedad existente hasta ahora es la historia de la lucha de clases. Libres y esclavos, patricios y plebeyos, barones y siervos, gremios burgueses y jornaleros, en fin, opresores y oprimidos estaban en constante oposición entre sí, libró una lucha continua, a veces oculta, a veces abierta, una lucha que terminó cada vez con una transformación revolucionaria de toda la sociedad o con la caída común de las clases en lucha.

Para Marx, la pertenencia a una clase social está determinada por la posición que se ocupa en el proceso de producción, en particular por la propiedad de los medios de producción. Toda sociedad de clases se caracterizaba por la oposición de dos clases principales, que se situaban frente a frente como opresores y oprimidos, siendo la primera la "clase dominante" que determinaba la sociedad. Desde la disolución de la sociedad primitiva, el desarrollo y la sustitución gradual de las formaciones sociales se ha producido a través de la lucha de clases, que se considera el motor central del desarrollo social: "Las revoluciones son las locomotoras de la historia."
En general, la concepción marxista de la sociedad se sitúa en el Hegeliano tradición de un modelo de progreso gradual de la historia. En consecuencia, la sociedad siempre es sólo la sociedad en una determinada etapa del desarrollo histórico. Sin embargo, a diferencia de Hegel, para Marx este desarrollo no tiene lugar como un movimiento abstracto del espíritu mundial. Más bien, surge de las contradicciones y antagonismos inmanentes a toda formación social. Como pensador dialéctico, Marx, que fue influenciado por el hegelianismo joven, subraya que este desarrollo procede en saltos dialécticos (véase La dialéctica en Marx y Engels).
Para Joseph A. Schumpeter, toda fijación metodológica en un tipo puro de sociedad conduce al pseudoproblema: cómo un tipo puede dar lugar al otro.

Una vez que comprendemos que tanto el feudalismo puro como el capitalismo puro son criaturas irreales de nuestras mentes, el problema de qué fue lo que convirtió a uno en el otro deja de ser un problema.

Rosa Luxemburgo elaboró en La acumulación de capital. Una contribución a la explicación económica del imperialismo que el capital industrial, para continuar el proceso de acumulación, necesitaba constantemente nuevas salidas fuera del sistema de clases existente y, por lo tanto, desde el principio de su existencia histórica, dependía de un sector agrícola y de un mercado mundial con posesiones coloniales, es decir, de sectores no capitalistas.

## Importantes formaciones sociales
Según Marx, importantes formaciones sociales históricas son la sociedad primaria sin clases de las primeras sociedades tribales, el “modo de producción asiático” moldeado por la agricultura y el gobierno despótico, la sociedad esclavista de la antigüedad, el feudalismo en la Edad Media y la burguesía, modo de producción capitalista, que a través de sus tendencias de desarrollo marcó el final de la prehistoria del comienzo de la humanidad.
Según Marx, en el capitalismo la propiedad autoadquirida del individuo trabajador independiente fue reemplazada históricamente por la propiedad privada capitalista, que se basa en la explotación del trabajo de otros. Con la progresiva división del trabajo, el desarrollo de las fuerzas productivas y el aumento de la explotación, la concentración de los medios de producción y la concentración del trabajo llegan a un punto en el que se vuelven cada vez más incompatibles con su caparazón capitalista.
Finalmente, en el curso de una revolución comunista, basada en los logros técnicos de la era capitalista, la propiedad privada será reemplazada por la “propiedad social” bzw. Kollektiveigentum ersetzt. Solch eine Gesellschaft entwickle sich jedoch aus einer konkreten Gesellschaft heraus, und sei daher zunächst „in jeder Beziehung, ökonomisch, sittlich, geistig, noch behaftet […] mit den Muttermalen der alten Gesellschaft.“ o propiedad colectiva. Sin embargo, tal sociedad se desarrolla a partir de una sociedad concreta y, por lo tanto, está inicialmente "en todos los aspectos, económica, moral y espiritualmente, todavía afligida [...] con las marcas de nacimiento de la vieja sociedad" Esta etapa fue diferenciada como socialismo, comunismo subdesarrollado o dictadura del proletariado . Sólo en un nivel superior de desarrollo puede elfinalmente realizar una sociedad sin clases.
Lenin acuñó el concepto de imperialismo como la etapa más alta y final del capitalismo y la víspera de la revolución socialista. En contraste con el capitalismo de libre competencia, el imperialismo se caracteriza, entre otras cosas, por la formación de monopolios, la fusión del capital bancario y el industrial para formar capital financiero y la prioridad de la exportación de capital sobre la exportación de bienes. El imperialismo -al igual que el fascismo- no es una formación social separada, sino que el marxismo lo trata como parte del modo de producción capitalista.
Los intentos históricos de construir una sociedad socialista, especialmente en el Bloque de la Europa del Este, suelen denominarse socialismo real y algunos críticos también capitalismo de Estado.

## Otras teorías
En las teorías no marxistas, el término "sistema social" se usa con más frecuencia en lugar de "formación social" o "forma social". Las designaciones individuales también varían de una teoría a otra (por ejemplo, en lugar de “sociedad burguesa” o “capitalismo” se habla de “ democracia ”), pero la idea de una gradación de los sistemas sociales, que se remonta a Hegel, puede se encuentran en casi todas las escuelas de pensamiento. Es cierto que algunos también lo critican como etnocéntrico , especialmente en el contexto del  estructuralismo y el postestructuralismo.
La teoría de los sistemas sociológicos habla de " sistemas sociales ", en los que, en contraste con el concepto de forma de sociedad, no hay reemplazo histórico de diferentes sistemas, sino solo el desarrollo evolutivo adicional de "un" sistema social a través de una diferenciación funcional creciente .
Además de la propaganda populista vulgar y agresiva, el nacionalsocialismo también presentaba explicaciones teorizantes de la teoría social y la formación social. Luego distinguieron las "formaciones sociales" como comunidades formadas naturalmente y como sociedades formadas artificialmente. Las razas y los pueblos son unidades históricas de la humanidad. La "doctrina nacionalsocialista" se basó en la investigación popular, los estudios raciales y el folclore. Según esto, una comunidad nacional se definía como una comunidad basada en lazos de sangre, un destino común y una creencia política común de un pueblo al que le eran ajenos los contrastes de clase y estatus.